# I ragni: La nave dei diamanti
I ragni: La nave dei diamanti anche noto come I ragni: Il Vascello di Diamante (Die Spinnen: Das Brillantenschiff) è un film muto diretto nel 1920 da Fritz Lang.
Si tratta della seconda avventura dell'opera I ragni - L'avventura di Kay Hoog nei mondi conosciuti e sconosciuti (Die Spinnen - Die Abenteurer des Kay Hoog in bekannten und unbekannten Welten), realizzata in due parti: 
- nel 1919 la prima parte Il lago d'oro (Der Goldene See)
- nel 1920 la seconda parte La nave dei diamanti (Das Brillantenshiff).[1]

## Trama
Continua la caccia al prezioso diamante tagliato con la forma della testa di Budda, che secondo la leggenda farà diventare chi lo possiede imperatore dell'Asia. Kai Hoog vola in aereo sopra i tetti di San Francisco per individuare dove si nasconda Lio Sha. Organizza insieme alla polizia una perquisizione del quartier generale de I ragni in cui si sta tenendo una riunione cospirativa. Dopo un combattimento ricco di azione, Lio Sha sfugge alla cattura scappando attraverso un'uscita posteriore e Kay trova il codice di accesso che conduce dalla Chinatown di San Francisco ad una città sotterranea, sorvegliata da tigri con casinò illegali e fumerie d'oppio. Kay Hoog intercetta una conversazione fra Lio Sha e il capitano della nave ‘'Sturmvogel'’.
Hoog viene scoperto. Nascosto in una cassa caricata a bordo della "nave dei diamanti" riesce a fuggire gettandosi in mare. Il viaggio della nave alla ricerca del diamante conduce prima in India, poi a Londra dal magnate dei diamanti John Terry. I ragni prendono in ostaggio Ellen, la figlia di Terry. Terry si rivolge a Hoog che ha saputo che un antenato del leggendario Terry ha nascosto i diamanti nelle Isole Falkland. La nave dei diamanti è già sulla strada. Hoog arriva prima e si impadronisce della pietra preziosa. Nella grotta del tesoro nelle isole Falkland vi è uno scontro tra Kay Hoog e il gruppo guidato da Lio Sha.
Nella notte, esalazioni di gas tossici che salgono dalle profondità della grotta uccidono Lio Sha e l'intera spedizione dei Ragni. Kay Hoog miracolosamente sopravvive, ritorna a Londra, consegna il diamante a Terry e strappa Ellen ai rapitori.

## Produzione
I due film erano stati girati nei mesi di ottobre e novembre del 1919 ad Amburgo per gli esterni e il resto negli studi di Berlino.
Grazie al successo commerciale della prima parte del film, Lang dovette finire la seconda parte, La nave dei diamanti, il più rapidamente possibile, abbandonando l'opportunità di dirigere Il gabinetto del dottor Caligari, film, inizialmente assegnato a lui dalla casa di produzione. Il progetto passò così ad un altro regista, Robert Wiene.
A causa di parecchi dissapori, Lang ruppe il contratto con la Decla, per cui non ci furono il terzo e il quarto episodio. Il regista stipulò un nuovo contratto con Joe May.
La prima si ebbe a Berlino il 13 febbraio 1920.

## Accoglienza
La nave dei diamanti fu accolta più freddamente rispetto alla prima parte, Il lago d'oro: l'intreccio appariva tortuoso, la comprensione dei nessi e dei raccordi narrativi risultava difficile (Der Kinematograph); si ipotizzava che forse il regista non aveva potuto disporre dei mezzi per poter raggiungere i risultati delle opere precedenti (Der Film, n.7, 1920).

## Temi
I ragni include elementi che sono stati sfruttati ampiamente nei film d'avventura dei decenni successivi: l'eroe atletico, il miliardario avventuroso con una giacca e cappello in pelle, il cattivo fornito di un dottorato di ricerca, il professore di Harvard, la miniera d'oro, il lago sacro, il volo in mongolfiera, il tempio, la sacerdotessa. Il film è a tutti gli effetti un precursore dei film di Indiana Jones di Steven Spielberg.

## Ascendenze letterarie e cinematografiche
Lotte Eisner individua alcuni modelli a cui Lang può essersi ispirato: Der Yoghi di Paul Wegener; i serials di Pearl White (analoghi film a episodi americani); Schatz im Silbersee (Il tesoro del Lago d'Argento, traduzione di Angelo Treves, Sonzogno, Milano 1939) romanzo del 1890-91 di Karl May; films aux épisodes e Les vampires del francese Louis Feuillade.
Molti altri film d'avventura con siti esotici o storici sono state prodotti in Germania dopo la prima guerra mondiale.

## Restauro
Nel 1978 è stata ripristinata una versione americana del film con didascalie in inglese di David e Kimberly Shepard. È stato registrato anche un nuovo accompagnamento musicale composto da Gaylord Carter.